# 24회 농심 신라면배 세계바둑 최강전
24회 농심 신라면배 세계바둑 최강전은 대한민국, 중국, 일본의 대항전으로, 온라인 대국으로 진행한다.  

## 대국 결과
| 대국 | 연도   | 대국일자  | 차전  | 장소            | 승자             | 패자                 | 결과             | 기보 |
| ---- | ------ | --------- | ----- | --------------- | ---------------- | -------------------- | ---------------- | ---- |
| 1    | 2022년 | 10월 11일 | 1차전 | 인터넷 원격대국 | 판팅위 九단      | 이치리키 료 九단     | 180수 백 불계승  |      |
| 2    | 2022년 | 10월 12일 | 1차전 | 인터넷 원격대국 | 판팅위 九단      | 신민준 九단          | 188수 백 불계승  |      |
| 3    | 2022년 | 10월 13일 | 1차전 | 인터넷 원격대국 | 판팅위 九단      | 쉬자위안 九단        | 227수 흑 불계승  |      |
| 4    | 2022년 | 10월 14일 | 1차전 | 인터넷 원격대국 | 강동윤 九단      | 판팅위 九단          | 172수 백 불계승  |      |
| 5    | 2022년 | 11월 25일 | 2차전 | 인터넷 원격대국 | 강동윤 九단      | 시바노 도라마루 九단 | 158수 백 불계승  |      |
| 6    | 2022년 | 11월 26일 | 2차전 | 인터넷 원격대국 | 강동윤 九단      | 퉈자시 九단          | 170수 백 불계승  |      |
| 7    | 2022년 | 11월 27일 | 2차전 | 인터넷 원격대국 | 강동윤 九단      | 위정치 八단          | 266수 흑 반집승  |      |
| 8    | 2022년 | 11월 28일 | 2차전 | 인터넷 원격대국 | 롄샤오 九단      | 강동윤 九단          | 166수 백 불계승  |      |
| 9    | 2022년 | 11월 29일 | 2차전 | 인터넷 원격대국 | 이야마 유타 九단 | 롄샤오 九단          | 269수 흑 불계승  |      |
| 10   | 2023년 | 2월 20일  | 3차전 | 인터넷 원격대국 | 박정환 九단      | 이야마 유타 九단     | 340수 흑 2집반승 |      |
| 11   | 2023년 | 2월 21일  | 3차전 | 인터넷 원격대국 | 박정환 九단      | 커제 九단            | 298수 백 반집승  |      |
| 12   | 2023년 | 2월 22일  | 3차전 | 인터넷 원격대국 | 구쯔하오 九단    | 박정환 九단          | 247수 흑 불계승  |      |
| 13   | 2023년 | 2월 23일  | 3차전 | 인터넷 원격대국 | 구쯔하오 九단    | 변상일 九단          | 230수 백 불계승  |      |
| 14   | 2023년 | 2월 24일  | 3차전 | 인터넷 원격대국 | 신진서 九단      | 구쯔하오 九단        | 200수 백 불계승  |      |

결과 : 대한민국 우승(7승 4패), 중국 준우승(6승 5패), 일본 3위(1승 5패)
1. ↑  14시에 벌어진 대국에서 310수 4패빅 무승부가 났다. 그래서 21시에 재경기를 실시했다. 지금 경기 결과는 21시에 열린 결과다.
2. ↑  ‘무승부 발생 시 반드시 당일 재대국을 통해 승부를 결정한다’는 주최국 한국기원 바둑 규칙에 따라 당일 오후 9시 속행됐다. ‘제한시간은 각 대국자의 남은 시간으로 한다‘는 규칙에 의거, 초읽기만 남은 두 선수는 각각 1분 초읽기 1회로 재대국을 진행했다.